# Milva
Milva, nome artístico de Maria Ilva Biolcati, (Goro, 17 de julho de 1939 - Milão, 23 de abril de 2021) foi uma cantora, atriz e personalidade italiana de popularidade internacional que foi condecorada pelos governos da Itália, França e Alemanha.. A cantora também ficou conhecida como La Rossa (em italiano para "A Ruiva"), devido à cor de seu cabelo, e também como La Pantera di Goro ("A Pantera de Goro"), a imprensa italiana apelidou as três cantoras italianas mais populares da década de 1960, combinando nomes de animais e locais de nascimento das cantoras. A cor vermelha também caracteriza suas orientações políticas de esquerda. Ela lançou discos com sucesso na França, Japão, Coreia do Sul, Grécia, Espanha e América do Sul.
A cantora é recordista com maior número de álbuns gravados, devido à sua popularidade internacional, com a incrível quantia de 173 entre álbuns de estúdio, álbuns ao vivo e coleções.
Estreou-se em 1960 no Festival de San Remo, participando mais catorze vezes. Em 1965, trabalhou com Giorgio Strehler na ópera La ópera de tres centavos de Bertolt Brecht e Kurt Weill. 
Ele trabalhou e colaborou com Luciano Berio, Ennio Morricone, Francis Lai, Mikis Theodorakis, Vangelis e outros, e cantado no Scala de Milão, Deutsche Oper Berlin em Berlim, Ópera de Paris, Royal Albert Hall,  etc.

## Biografia

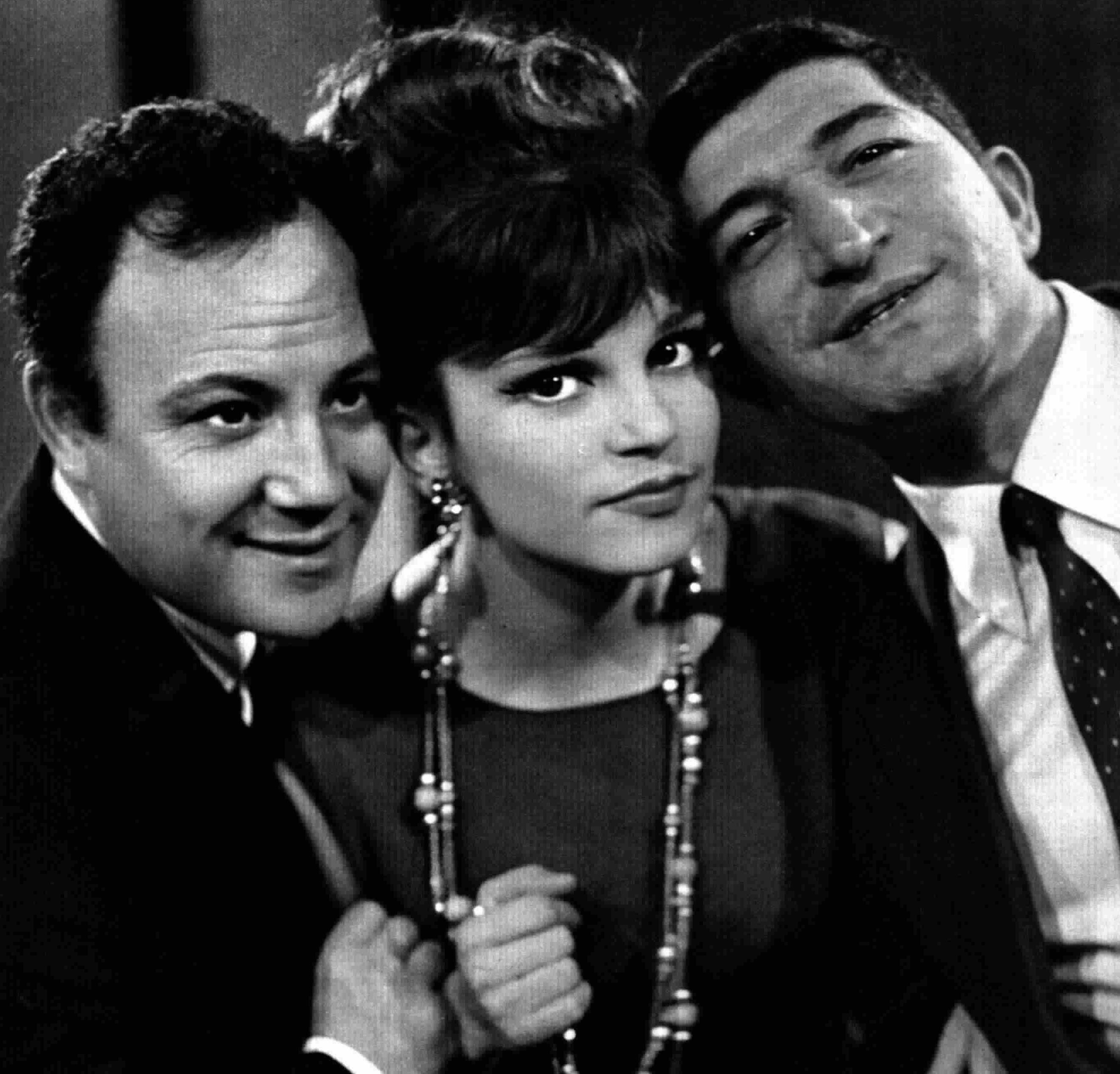
Claudio Villa, Milva e Nicola Arigliano em 1964

O ínício de sua carreira se deu em 1959, quando tinha 20 anos, ela ganhou um concurso para novas vozes e foi eleita a vencedora geral entre mais de 7.000 e seiscentos participantes. Em 1960 ela gravou seu primeiro single de 7 "com Cetra Records: Édith Piaf  e a música"  Milord ". Sua verdadeira estreia foi no palco do Festival de Sanremo em 1961, onde ficou em terceiro lugar.
No ano seguinte ficou em segundo lugar com Tango italiano.[carece de fontes?] Durante a década de 60 teve muitos singles gravados, incluindo dois sucessos como Flamenco Rock (1960) e Blue spanish eyes (1966). Milva conquistou de imediato enorme popularidade, e pela linha melódica e tradicional que caracteriza as suas canções.
Na década de 70 Milva lançou um álbum em japonês, Love Feeling in Japan, um álbum com doze canções cantadas inteiramente em japonês, lançado pelo selo Ricordi.
Em 1977, Milva lançou o álbum de estúdio homônimo Milva, no qual interpretou Don't Cry for Me Argentina, de Andrew Lloyd Webber, do musical Evita, em italiano, intitulado Non pianger più Argentina, que foi o primeiro single do álbum. O disco foi lançado na Itália, Espanha, Bélgica, Áustria e Japão.[carece de fontes?] Na Alemanha, o álbum foi lançado como Non pianger più Argentina.[carece de fontes?]
De 1973 a 1980, sob a orientação do empresário Elio Gigante, Milva fez várias turnês internacionais, que a levaram a um grande sucesso recorde na França e especialmente na Alemanha, onde conquistou inúmeros discos de platina, isso devido à gravação de muitas das suas canções em Alemão. Em 1983, Milva apresentou-se um episódio da série italiana Al paradise, uma série de televisão dirigida por Antonello Falqui.[carece de fontes?]
Em 1985, Milva deu uma virada ao gravar o single  Marinero incluído no álbum Corpo a corpo, este com uma sonoridade mais eletrônicas. Já em 1989, no álbum Waking up the sleeping lover, trouxe a capa de Atmosfera, obra de Giuni Russo e escrita por Franco Battiato.
Em 1990, Milva retornou ao Festival de Sanremo onde a mesma não participava desde 1974, competindo com a música Sono felice, de autoria de Rosalino Cellamare, terminando em 4º lugar.

### Vida pessoal
Milva tem uma filha, Martina, nascida durante seu casamento com Maurizio Corgnati no início dos anos 1960. Ela também namorou o astro de cinema Luigi Pistilli por quatro anos; O suicídio subsequente de Pistilli foi supostamente devido ao fim de seu relacionamento.
Morreu em 23 de abril de 2021, aos 81 anos de idade, em Milão.

## Discografia (LP/CD)
- 1961 14 successi di Milva
- 1962 Milva canta per voi
- 1962 Milva - Villa
- 1963 Le canzoni del Tabarin-Canzoni da cortile
- 1965 Canti della libertà
- 1965 Milva (Matchiche)
- 1966 Milva (Nessuno di voi)
- 1967Milva (Little man)
- 1968 Milva-Villa live in Japan
- 1968 Tango
- 1969 Angeli in bandiera (musical com Gino Bramieri)
- 1969 Un sorriso
- 1969 Milva singt Tangos deutsch und italienisch
- 1970 Canzoni di Edith Piaf

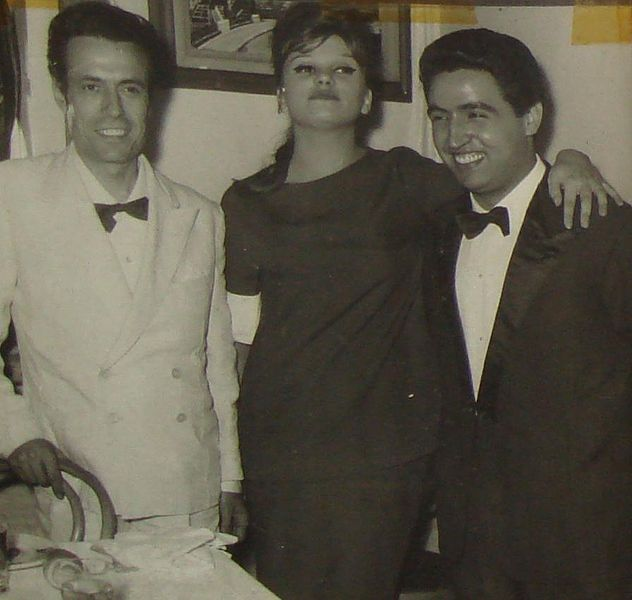
Salvatore Mazzocco - Milva - Mario Trevi (1961)

- 1970 Milva on stage - Live in Tokyo at Serkey Hall
- 1971 Milva canta Brecht
- 1966 La filanda e altre storie
- 1972 Dedicato a Milva da Ennio Morricone
- 1972 Love feeling in Japan (ミルバ日本の愛を歌う　Milva, Nihon no ai o utau)
- 1972 Milva in Seoul (live)
- 1973 Sognavo, amore mio (escrito por Francis Lai)
- 1974 Sono matta da legare
- 1975 Milva Brecht volume 2 (live)
- 1975 Libertà
- 1977 Auf den Flügeln bunter Träume
- 1977 Milva (Non pianger più Argentina)
- 1978 Canzoni tra le due guerre (live)
- 1978 Von Tag zu Tag
- 1979 La mia età
- 1979 Was Ich Denke
- 1979 Wenn wir uns wiederseh'n
- 1980 Attends, la vie
- 1980 La rossa
- 1980 Milva international
- 1981 Ich hab' keine Angst
- 1981 Moi, Je n'ai pas peur
- 1982 Das Konzert (doppio live in Berlino)
- 1982 Immer mehr
- 1982 Milva e dintorni (escrito por Franco Battiato)
- 1982 Milva Alexander Platz (vers. francese di Milva e dintorni)
- 1983 Die sieben Todsünden der Kleinbürger (Kurt Weil - Bertolt Brecht)
- 1983 Identikit
- 1983 Unverkennbar
- 1984 Milva & Astor Piazzolla - Live at the Bouffes Du Nord
- 1985 Corpo a Corpo
- 1985 Mut zum Risiko
- 1986 Geheimnisse
- 1986 Tra due sogni
- 1987 Milva canta della giapponesi (em Japonês)
- 1988 Unterwegs nach Morgen
- 1988 Live and more (edição limitada Milva Collectors Club)
- 1988 Milva - Vento di mezzanotte
- 1989 Das Beste Milva Live (doppio live in Berlim)
- 1989 Svegliando l'amante che dorme
- 1989 Una historia inventada
- 1990 Ein kommen und gehen
- 1991 Gefühl & Verstand
- 1992 Milva Dramatic Recital (doppio Live in Japan)
- 1993 Uomini addosso
- 1994 Cafè chantant (promo Lavazza)
- 1994 La storia di Zaza
- 1994 Milva & James Last - Dein Ist Mein Ganzes Herz
- 1994 Volpe d'amore
- 1995 Tasendundeine Nacht
- 1996 Fammi luce - Milva ha incontrato Shinji
- 1996 Milva canta un nuovo Brecht
- 1997 Mia bella Napoli
- 1998 El tango de Astor Piazzolla (doppio live in Japan)
- 1999 Stark sein
- 2001 Artisti
- 2001 La chanson française
- 2004 Milva canta Merini
- 2007 In territorio nemico

### Singles
- 1960 Flamenco Rock
- 1960 Les Enfants du Pirée (Uno a te, uno a me)
- 1960 Milord
- 1960 Arlecchino gitano
- 1961 Il mare nel cassetto
- 1961 Al di la
- 1961 Tango della gelosia
- 1961 Venise que j'aime by Jean Cocteau
- 1961 Il primo mattino del mondo
- 1961 Et maintenant
- 1962 Tango italiano
- 1962 Quattro vestiti by Ennio Morricone
- 1962 Stanotte al luna park
- 1962 La risposta della novia
- 1962 Abat-jour
- 1963 Ricorda
- 1963 Non sapevo
- 1963 Balocchi e Profumi
- 1963 Tango delle capinere
- 1965 Bella ciao
- 1966 Nessuno di voi
- 1966 Blue Spanish Eyes
- 1966 Little Man
- 1966 Tamburino, ciao
- 1967 Dipingi un mondo per me
- 1967 Love Is a Feeling (Co-composed by Pino Donaggio) / Seasons of Love
- 1968 Canzone by Don Backy
- 1969 Un Sorriso
- 1970 Iptissam
- 1970 Canzoni di Edith Piaf
- 1971 Surabaya Johnny
- 1971 La Filanda
- 1972 È per colpa tua
- 1973 Da troppo tempo
- 1974 Monica delle bambole
- 1977 Non piangere più Argentina by Andrew Lloyd Webber
- 1978 Zusammenleben by Mikis Theodorakis
- 1979 Typisch Mann
- 1979 Libertà (Freiheit in meiner Sprache)
- 1980 La Rossa by Enzo Jannacci
- 1981 Alexanderplatz by Franco Battiato
- 1981 Poggibonsi by Franco Battiato
- 1981 Ich hab keine Angst by Vangelis
- 1981 Du hast es gut
- 1982 Immer mehr
- 1982 Wieder mal
- 1983 Hurra, wir leben noch
- 1985 Die Kraft unserer Liebe
- 1985 Nein ich ergeb mich nicht
- 1985 Marinero
- 1986 Du gibst mir mehr (Canto a Lloret)
- 1988 Wenn der Wind sich dreht
- 1988 Komm zurück zu mir
- 1989 Potemkin by Franco Battiato
- 1990 Sono felice
- 1990 Ein Kommen und Gehen
- 1992 Ich weiß es selber nicht genau
- 1993 Mein Weg mit dir
- 1993 Uomini addosso
- 1994 Caruso by Lucio Dalla
- 1995 Tausendundeine Nacht
- 1995 Flauten & Stürme
- 1998 Rinascerò by Ástor Piazzolla
- 2004 Sona Nata il 21 a Primavera by Alda Merini and Giovanni Nuti
- 2004 I Sandali by Alda Merini and Giovanni Nuti
- 2007 The Show Must Go On (lyrics and music by Giorgio Faletti)
- 2007 Jacques
- 2012 Der Mensch, der Dich Liebt by Sascha Merlin and Kersten Kenan

## Festival de Sanremo
Essa é a lista cronológica das quinze participações de Milva no Festival de Sanremo.
| 1961                                                                        | "Il mare nel cassetto"  | Gino Latilla      | Piero Carlo Rolla; Eligio La Valle, Fernando Lattuada | 3    | [ 8 ]  |
| 1962                                                                        | "Tango italiano"        | Sergio Bruni      | Bruno Pallesi, Walter Malgoni; Sergio Bruni           | 2    | [ 9 ]  |
| 1962                                                                        | "Stanotte al Luna Park" | Miriam del Mare   | Vito Pallavicini, Biri; Carlo Alberto Rossi           | 5    | [ 9 ]  |
| 1963                                                                        | "Ricorda"               | Luciano Tajoli    | Carlo Donida; Mogol                                   | 5    | [ 10 ] |
| 1963                                                                        | "Non sapevo"            | Gianni Lecommare  | Pino Calvi; Bruno Pallesi                             | 10   | [ 10 ] |
| 1964                                                                        | "L'ultimo tram"         | Frida Boccara     | Giorgio Calabrese; Eros Sciorilli                     | N.F. | [ 10 ] |
| 1965                                                                        | "Vieni con noi"         | Bernd Spier       | Franco Maresca; Mario Pagano                          | 12   | [ 11 ] |
| 1966                                                                        | "Nessuno di voi"        | Richard Anthony   | Gorni Kramer; Vito Pallavicini                        | 9    | [ 12 ] |
| 1967                                                                        | "Uno come noi"          | Los Bravos        | Umberto Martucci, Giorgio Bertero; Marino Marini      | N.F. | [ 13 ] |
| 1968                                                                        | "Canzone"               | Adriano Celentano | Don Backy; Don Backy, Detto Mariano                   | 3    | [ 14 ] |
| 1969                                                                        | "Un sorriso"            | Don Backy         | Aldo Caponi; Detto Mariano                            | 3    | [ 15 ] |
| 1972                                                                        | "Mediterraneo"          | —                 | Luigi Albertelli; Enrico Riccardi                     | 12   | [ 16 ] |
| 1973                                                                        | "Da troppo tempo"       | —                 | Gene Colonnello; Luigi Albertelli                     | 3    | [ 17 ] |
| 1974                                                                        | "Monica delle bambole"  | —                 | Luciano Beretta; Elide Suligoj                        | 4 ‡  | [ 18 ] |
| 1990                                                                        | "Sono felice"           | Sandie Shaw       | Rosalino Cellamare                                    | 4 ‡  | [ 19 ] |
| 1993                                                                        | "Uomini addosso"        | —                 | Roby Facchinetti; Valerio Negrini                     | N.F. | [ 20 ] |
| 2007                                                                        | "The Show Must Go On"   | —                 | Giorgio Faletti                                       | 16   | [ 21 ] |
| "—" denotes that Milva entered the contest as a soloist. "‡" Denotes a tie. |                         |                   |                                                       |      |        |

NOTE: N.F. Significa que não foi classificada.

## Videografia
- 1988 - Das beste Milva live – In Concert
- 1989 - Canzoni tra le due guerre (VHS, Ricordi)
- 1992 - Alta classe (VHS, Video Rai)
- 2002 - Artisti BMG Ariola
- 2004 - Artisti – Das Beste von gestern und heute (BMG Ariola)
- 2005 - Milva canta live Merini (DVD, Nar International)
- 2005 - El tango: Milva and Ástor Piazzolla'
- 2008 - Milva canta Brecht (DVD, Nar International)

## Filmografia
- Canzoni a tempo di twist, dirigido por Stefano Canzio (1962)
- La bellezza di Ippolita, dirigido por Giancarlo Zagni (1962)
- Appuntamento in Riviera, dirigido por Mario Mattoli (1962)
- Mondo Cane 2, dirigido por Gualtiero Jacopetti (1963)
- D'amore si muore, dirigido por Carlo Carunchio (1972)
- Via degli specchi, dirigido por Giovanna Gagliardo (1982)
- Mon beau-frère a tué ma soeur, dirigido por Jacques Rouffio (1986)
- Wherever You Are..., dirigido por Krzysztof Zanussi (1988)
- Prisonnières, dirigido por Charlotte Silvera (1988)
- Amaurose, dirigido por Dieter Funk (1991)
- Celluloide, dirigido por Carlo Lizzani (1995)
- Tod für fünf Stimmen, dirigido por Werner Herzog (1995)

## Honrarias
Chevalier of the National Order of the Legion of Honour of the French Republic — Paris, 11 de Setembro de 2009.
 Commander of the Order of Merit of the Italian Republic — Roma, pelo Presidente italiano Giorgio Napolitano, 2 de junio de 2007.
 Officer of the Order of Merit of the Federal Republic of Germany — Berlin, 2006
 Officier of the Ordre des Arts et des Lettres — Paris, 1995